# Jean-Pierre Falret
Jean-Pierre Falret foi um ilustre psiquiatra francês, considerado um dos fundadores da psiquiatria clínica.
Em 1851, ele publicou um artigo descrevendo uma condição que ele chamou de la folie circulaire (pronúncia em francês: [la fɔli siʁkylɛʁ] - insanidade circular), na qual um paciente experimentaria ciclos de excitação maníaca e ciclos de depressão. A descrição de Falret é considerada como o diagnóstico documentado mais antigo do que é conhecido hoje como transtorno afetivo bipolar.